# Backlash (2004)
Backlash (2004) foi o sexto evento pay-per-view (PPV) de luta livre profissional do Backlash produzido pela World Wrestling Entertainment (WWE). Foi realizado exclusivamente para lutadores da divisão da marca Raw da promoção. O evento aconteceu no dia 18 de abril de 2004, no Rexall Place em Edmonton, Alberta, Canadá, sendo assim o único evento Backlash realizado fora dos Estados Unidos até o evento de 2023. O conceito do pay-per-view foi baseado na reação da WrestleMania XX.
O evento principal foi uma luta de trios pelo Campeonato Mundial de Pesos Pesados envolvendo o campeão e herói da cidade natal Chris Benoit vs Triple H vs Shawn Michaels, que Benoit venceu após forçar Michaels a se submeter ao sharpshooter. Uma das lutas predominantes no card foi Randy Orton contra Cactus Jack em uma luta hardcore pelo Campeonato Intercontinental. Orton venceu a partida e manteve o título após derrotar Cactus após um RKO. Outra partida primária na eliminatória foi Edge contra Kane, que Edge venceu por pinfall após executar uma spear.

## Produção

### Introdução
Backlash é um evento pay-per-view (PPV) criado pela World Wrestling Entertainment (WWE) em 1999. O conceito do pay-per-view foi baseado na reação do principal evento da WWE, WrestleMania. O evento de 2004 foi o sexto Backlash e contou com a reação da WrestleMania XX. Estava programado para acontecer em 18 de abril de 2004, no Rexall Place em Edmonton, Alberta, Canadá, sendo o primeiro Backlash realizado fora dos Estados Unidos. Embora os dois anos anteriores tenham apresentado lutadores das divisões da marca Raw e do SmackDown!, o evento de 2004 foi realizado exclusivamente para o Raw.

### Rivalidades
A principal rivalidade no Backlash foi entre Chris Benoit, Triple H e Shawn Michaels pelo Campeonato Mundial de Pesos Pesados. Chris Benoit conquistou o título um mês antes na WrestleMania XX, quando derrotou Michaels e o então campeão Triple H em uma luta de trios. Benoit venceu a partida forçando Triple H a se submeter ao Crippler Crossface. No episódio do Raw de 15 de março, Benoit e Michaels derrotaram Evolution (Randy Orton, Ric Flair e Batista) em uma luta de duplas handicap 3-contra-2. Benoit e Michaels venceram a partida depois que Benoit forçou Batista a se submeter ao Sharpshooter. No episódio do Raw de 22 de março, Triple H foi convocado para o SmackDown! marca, e o gerente geral do Raw, Eric Bischoff, anunciou que Michaels receberia uma luta pelo Campeonato Mundial de Pesos Pesados contra Benoit no Backlash. No episódio de 25 de março do SmackDown!, O gerente geral do SmackDown! Kurt Angle anunciou que Triple H foi negociado de volta para a marca Raw em troca de The Dudley Boyz e Booker T. No episódio do Raw de 29 de março, Bischoff fez da luta individual pelo Campeonato Mundial de Pesos Pesados entre Benoit e Michaels uma luta de trios envolvendo também Triple H.
A outra luta principal do card foi uma luta hardcore pelo Campeonato Intercontinental entre Randy Orton e Cactus Jack. Três meses antes, no Royal Rumble, depois que Mick Foley eliminou Orton e ele mesmo da luta Royal Rumble, Orton bateu em Foley com uma cadeira de aço, e os dois brigaram subindo a rampa e caindo nas costas. Na WrestleMania XX, Evolution (Orton, Batista e Ric Flair) enfrentaram The Rock 'n' Sock Connection (Foley e The Rock) em uma luta handicap. O Evolution venceu a partida quando Orton derrotou Foley após um RKO. No episódio do Raw de 29 de março, Foley desafiou Orton para uma luta Hardcore pelo Campeonato Intercontinental no Backlash, que Orton aceitou naquela mesma noite. Mick Foley acrescentou outra estipulação de que o Evolution seria banido do ringue.
Outra rivalidade no início do evento foi entre Chris Jericho contra Christian e Trish Stratus. Na WrestleMania XX, Christian derrotou Jericho. Após a partida, Stratus, namorada de Jericho na tela na época, virou-se contra Jericho e se juntou a Christian. No episódio do Raw de 5 de abril, Christian anunciou que se juntaria a Stratus para enfrentar Jericho em uma luta handicap no Backlash.

## Evento
| Papel:                    | Nome:             |
| ------------------------- | ----------------- |
| Comentaristas em inglês   | Jim Ross          |
| Comentaristas em inglês   | Jerry Lawler      |
| Comentaristas em espanhol | Carlos Cabrera    |
| Comentaristas em espanhol | Hugo Savinovich   |
| Entrevistadores           | Jonathan Coachman |
| Entrevistadores           | Todd Grisham      |
| Anunciadora de ringue     | Lilian Garcia     |
| Árbitros                  | Mike Chioda       |
| Árbitros                  | Chad Patton       |
| Árbitros                  | Jack Doan         |
| Árbitros                  | Earl Hebner       |

### Lutas preliminares
Antes do evento ir ao vivo no pay-per-view, Val Venis derrotou Matt Hardy em uma partida gravada para o Sunday Night Heat. A primeira partida que foi ao ar foi entre Shelton Benjamin e Ric Flair. Depois de ir e vir entre os dois, Flair tentou usar soco inglês em Benjamin, mas Benjamin atacou Flair por trás. Benjamin então executou um diving clothesline em Flair para a vitória.
A seguir foi uma partida entre Jonathan Coachman e Tajiri. Durante a partida, Garrison Cade interferiu em nome de Coachman, permitindo que Coachman rolasse em Tajiri para a vitória.
A terceira partida do evento foi Chris Jericho contra Christian e Trish Stratus em uma handicap match. Jericho venceu a partida ao imobilizar Christian após jogá-lo em Stratus e executar um enziguir.
Na partida seguinte, Victoria enfrentou Lita pelo Campeonato Feminino da WWE. Ambas as mulheres controlaram a partida de maneira uniforme. A luta terminou quando Victoria derrotou Lita com um Inside Cradle. Após a luta, Molly Holly e Gail Kim atacaram Lita e Victoria.

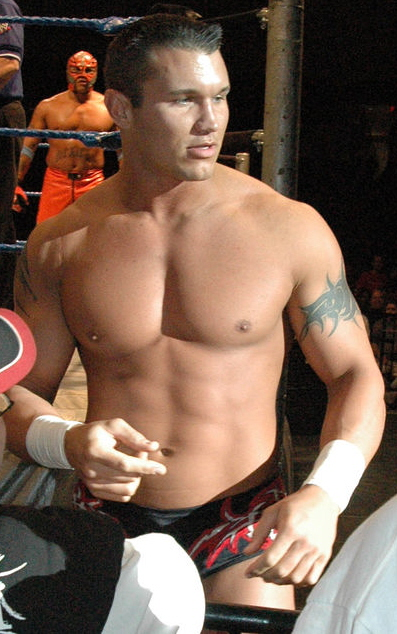
Randy Orton defendeu o Campeonato Intercontinental contra Cactus Jack.

Em seguida foi uma luta hardcore entre Randy Orton e Cactus Jack pelo WWE Intercontinental Championship. com a estipulação de que o Evolution foi banido do ringue. Um ponto da partida viu Cactus colocar um taco de beisebol de arame farpado entre as pernas de Orton e realizar um leg drop. Cactus continuou a usar o bastão, enquanto jogava gasolina nele e tentava atear fogo nele. O gerente geral do Raw, Eric Bischoff, interrompeu e informou a Cactus que ele seria desclassificado e que o evento terminaria se ele colocasse fogo no taco. Em uma situação particularmente brutal, Orton - vestindo apenas seu calção característico - errou um RKO e foi jogado em tachinhas. Quando este local foi tentado anteriormente, os envolvidos - incluindo o próprio Foley - o fizeram totalmente vestidos. A visão de Orton com tachinhas embutidas em seu corpo nu foi, para muitos, o primeiro grande obstáculo de sua carreira. Depois de levar uma cotovelada no palco de entrada, Orton executou um RKO em Cactus no taco de beisebol de arame farpado para reter o título.
A sexta partida foi uma luta de duplas em que The Hurricane e Rosey derrotaram La Résistance (Robért Conway e Sylvain Grenier). Depois de uma partida de ida e volta, Hurricane derrotou Conway após um Eye of the Hurricane.
A partida que se seguiu foi entre Edge e Kane. A luta foi controlada por Kane, que focou na mão esquerda machucada de Edge. Edge reverteu os ataques de Kane e tentou um Spear, mas Kane evitou, fazendo com que Edge executasse um Spear no árbitro. Edge acertou Kane com o elenco e deu um lance em Kane para a vitória.

### Evento principal
O evento principal foi uma luta de trios pelo Campeonato Mundial de Pesos Pesados entre Chris Benoit, Shawn Michaels e Triple H. Michaels mergulhou da corda superior, mas Benoit e Triple H evitaram, fazendo com que Michaels caísse em uma mesa de anunciantes. Triple H atacou Michaels com uma marreta. Benoit forçou Michaels a se submeter ao sharpshooter para reter o título.

## Resultados
| Nº                                          | Resultados                                                                       | Estipulações                                                                          | Tempo |
| ------------------------------------------- | -------------------------------------------------------------------------------- | ------------------------------------------------------------------------------------- | ----- |
| Heat                                        | Val Venis derrotou Matt Hardy                                                    | Luta individual                                                                       | 7:56  |
| 1                                           | Shelton Benjamin derrotou Ric Flair                                              | Luta individual                                                                       | 9:29  |
| 2                                           | Jonathan Coachman (com Garrison Cade) derrotou Tajiri                            | Luta individual                                                                       | 6:25  |
| 3                                           | Chris Jericho derrotou Christian e Trish Stratus                                 | Luta handicap 2-contra-1                                                              | 11:12 |
| 4                                           | Victoria (c) derrotou Lita                                                       | Luta individual pelo Campeonato Feminino da WWE                                       | 7:22  |
| 5                                           | Randy Orton (c) derrotou Cactus Jack                                             | Luta hardcore pelo Campeonato Intercontinental da WWE Evolution foi banido do ringue. | 23:03 |
| 6                                           | The Hurricane e Rosey derrotaram La Résistance (Robért Conway e Sylvain Grenier) | Luta de duplas                                                                        | 5:02  |
| 7                                           | Edge derrotou Kane                                                               | Luta individual                                                                       | 6:25  |
| 8                                           | Chris Benoit (c) derrotou Shawn Michaels e Triple H                              | Luta triple threat pelo Campeonato Mundial dos Pesos Pesados                          | 30:12 |
| (c) – Refere-se aos campeões antes da luta. |                                                                                  |                                                                                       |       |